# Марьинская (Сямженский район)
Марьинская — деревня в Сямженском районе Вологодской области.
Входит в состав Коробицынского сельского поселения, с точки зрения административно-территориального деления — в Голузинский сельсовет.
Расстояние до районного центра Сямжи по автодороге — 63 км, до центра муниципального образования Георгиевской по прямой — 18 км. Ближайшие населённые пункты — Шестаковская, Пилигино, Голузино.
По переписи 2002 года население — 5 человек.